# Gustav Hermann Karsten
Gustav Karl Wilhelm Hermann Karsten  (Stralsund, 1817 — Berlim-Grunewald, 1908) foi um botânico alemão. Fez longas viagens de estudos à America Latina, de 1844 a 1856, principalmente para a Colômbia, Venezuela e Equador.
Irmão do físico Gustav Karsten (1820–1900).

## Publicações seleccionadas
- —, C. F. Schmidt (Ill.): Auswahl neuer und schön blühender Gewæchse Venezuela’s. Verlag der Deckerschen geheimen Ober-Hofbuchdruckerei, Berlin 1848. – Texto online.
- Verzeichniß der im Rostocker academischen Museum befindlichen Versteinerungen aus dem Sternberger Gestein. Adler, Rostock 1849. – Texto online.
- —, Hugo von Mohl (Widmungsempfänger): Das Geschlechtsleben der Pflanzen und die Parthenogenesis. Verlag der Königlichen Geheimen Ober-Hofbuchdruckerei, Berlin 1860. – Texto online.
- Florae Columbiae terrarumque adiacentium specimina selecta in peregrinatione duodecima annorum observata. Dümmler, Berlin 1861 und 1869. – Volume 1 online, Volume 2 online.
- Lehrbuch der Krystallographie. Voss, Leipzig 1861. – Texto online.
- Gesammelte Beiträge zur Anatomie und Physiologie der Pflanzen. Band 1. 1843–1863. Dümmler, Berlin 1865. – Texto online.
- Chemismus der Pflanzenzelle. Eine morphologisch-chemische Untersuchung der Hefe mit Berücksichtigung der Natur, des Ursprunges und der Verbreitung der Contagien. Braumüller, Wien 1869. – Texto online.
- Deutsche Flora. Pharmazeutisch-medizinische Botanik. Ein Grundriss der systemattischen Botanik zum Selbststudium für Ärzte, Apotheker und Botaniker. Spaeth, Berlin 1880–1883. – Texto online.
- Illustrirtes Repetitorium der pharmaceutisch-medicinischen Botanik und Pharmacognosie. Springer, Berlin 1886.
- Flora von Deutschland, Oesterreich und der Schweiz mit Einschluss der fremdländischen medicinisch und technisch wichtigen Pflanzen, Droguen und deren chemisch-physiologischen Eigenschaften. Für alle Freunde der Pflanzenwelt. Band 1. 2., vermehrte und verbesserte Auflage. Köhler, Gera-Untermhaus 1895. – Texto online.